# Edyta Samukówna
Edyta Samukówna, imię chrzestne Bronisława (ur. 28 maja 1908 w Supraślu, zm. 17 sierpnia 1987 w Żarnowcu) – polska zakonnica, ksieni benedyktynek w Żarnowcu.

## Życiorys
Była córką Marcina i Michaliny z Janowiczów, najmłodszą z pięciorga rodzeństwa. Ojciec był właścicielem majątku ziemskiego, w latach międzywojennych pracował jako mechanik w USA. Samukówna ukończyła gimnazjum benedyktynek w Wilnie i w 1930 podjęła studia matematyczne na tamtejszym Uniwersytecie. W 1932 wstąpiła do wileńskich benedyktynek, 27 maja 1934 złożyła pierwsze śluby czasowe, a 19 listopada 1937 śluby wieczyste. Pracowała m.in. jako nauczycielka arytmetyki, pełniła także funkcje zakonne. Po zamknięciu gimnazjum benedyktynek przez władze radzieckie we wrześniu 1939 zajmowała się archiwum klasztornym. W 1942 razem z innymi siostrami przebywała przez pewien czas w więzieniu; dzięki schronieniu u rodziny uniknęła wywiezienia na przymusowe roboty.
W 1944 została mianowana przeoryszą. Ze względu na czas wojenny nie doszło do formalnej elekcji. W 1946 arcybiskup Romuald Jałbrzykowski powierzył jej misję kierowania przeprowadzką tych sióstr, które repatriowały się do Polski; w Wilnie pozostała ksieni z drugą grupą sióstr. Z powodu zamknięcia granicy nie doszło do planowanego połączenia benedyktynek, matka Samukówna stanęła w ten sposób na czele polskiego zgromadzenia. Udało się jej mimo trudności dostarczyć do Polski archiwum i bibliotekę klasztorną.
W czerwcu 1946 Samukówna wraz z kilkunastoma siostrami osiadła w klasztorze w Żarnowcu, dawniej zajmowanym przez benedyktynów, a siostrom przekazanym przez biskupa Kazimierza Kowalskiego. Pozostała do końca życia przełożoną, początkowo jako przeorysza konwentualna, a od 1960 jako ksieni (kiedy zgromadzenie osiągnęło wymaganą prawem kanonicznym liczbę mniszek). W latach 1961–1984 Samukówna była także prezeską polskiej kongregacji mniszek benedyktyńskich pod wezwaniem Niepokalanego Poczęcia, a 1961–1968 przewodniczącą Konsulty wyższych przełożonych żeńskich zakonów kontemplacyjnych przy prymasie Polski.
Kierowany przez nią klasztor w Żarnowcu stanowił znany ośrodek wypoczynkowy polskiej inteligencji katolickiej.